# Storia degli ebrei in Polonia
La storia degli ebrei in Polonia ha avuto inizio più di un millennio fa. Per secoli, la Polonia ha ospitato la più vasta comunità di ebrei nel mondo; il Paese ha rappresentato il principale centro di cultura ebraica, grazie a un lungo periodo di tolleranza religiosa e di protezione delle autonomie. Tale condizione ha avuto fine con la spartizione della Polonia, a partire dal 1772, quando cominciarono discriminazioni e persecuzioni in quello che diventò per la prima volta territorio russo con una vasta popolazione di origine ebraica. Durante la seconda guerra mondiale, a seguito dell'occupazione tedesca in Polonia, l'Olocausto progettato dalla Germania nazista ha quasi completamente distrutto la comunità ebraica polacca. Dopo la caduta del comunismo il Paese ha visto un lento ritorno della cultura ebraica, con istituzioni come il Museo della storia degli ebrei polacchi di Varsavia, eventi come il Festival della Cultura Ebraica di Cracovia e nuovi programmi educativi nelle scuole e nelle università.

## Storia

### Dal Medioevo alle Spartizioni della Polonia
L'insediamento di gruppi di ebrei in terra polacca ha radici molto antiche. Dalla fondazione del Regno di Polonia nel 1025 fino ai primi anni della Confederazione polacco-lituana, la Polonia è stata considerata il Paese fra i più tolleranti in Europa. Conosciuta anche con l'espressione "paradisus iudaeorum" ("paradiso degli ebrei" in latino), diventò il rifugio per i membri delle comunità ebraiche europee perseguitate o espulse dai paesi d'origine e, all'epoca, la casa per il maggior numero di ebrei nel mondo.  Nel 1264, il granduca Boleslao il Pio della Grande Polonia concesse agli ebrei ampie libertà in ambito religioso, commerciale e di spostamento. Inoltre, stabilì per la prima volta un principio che ebbe grossa fortuna in futuro secondo cui essi potevano appellarsi alle autorità giudicanti in caso di vessazioni o condotte discriminatorie. L'atto affrancò gli ebrei dalla schiavitù o dalla servitù della gleba e, inevitabilmente, gettò le basi per la futura prosperità di cui gli ebrei avrebbero goduto nel regno polacco.
Secondo alcune fonti, a metà del XVI secolo circa tre quarti degli ebrei del mondo viveva in Polonia. Con l'indebolimento della Confederazione e i crescenti conflitti religiosi (la Riforma protestante e la conseguente Controriforma), a partire dal XVII secolo la tradizionale tolleranza polacca si indebolì. Dopo la Spartizione della Polonia del 1795 e la dissoluzione dello stato polacco, gli ebrei polacchi furono soggetti alle leggi delle nuove nazioni sovrane, l'Impero russo, l'Impero austro-ungarico e il Regno di Prussia (più tardi parte dell'Impero tedesco).

### Prima metà del '900
Quando la Polonia tornò indipendente nel 1918 alla fine della Grande Guerra, essa tornò a rappresentare il centro del mondo ebraico europeo, con una delle più vaste comunità del mondo (circa 3 milioni di persone). Il crescente antisemitismo europeo negli anni fra le due guerre mondiali proveniva da formazioni politiche, ma riuscì a trovare ampio consenso popolare.

In base al censimento polacco del 1931, gli ebrei in Polonia erano 3.113.933 su una popolazione di 31.915.779, ovvero il 9,76% della popolazione totale.

All'inizio della seconda guerra mondiale, la Polonia fu suddivisa tra la Germania nazista e l'Unione Sovietica (patto Molotov-Ribbentrop). Circa un quinto della popolazione polacca perì durante la guerra, di cui circa 3,5 milioni erano gli ebrei polacchi deceduti nell'Olocausto, pari al 90% degli ebrei sul territorio. Sebbene il genocidio si fosse consumato prevalentemente nella Polonia occupata, furono registrati relativamente pochi casi di collaborazionismo da parte di cittadini polacchi rispetto a quelli riscontrati in altri paesi occupati. Le statistiche della Commissione Israeliana per i Crimini di Guerra indica che meno dello 0,1% dei cittadini polacchi collaborò coi nazisti. Sono riportati vari casi di resistenza all'occupazione e alle atrocità perpetrate dai tedeschi, con polacchi attivamente coinvolti nel salvare cittadini ebrei o che si sono rifiutati di rivelare informazioni su di essi, oltre a casi di indifferenza, ricatti e, in casi più estremi, di partecipazione a pogrom come quello di Jedwabne. Tuttavia, fra le diverse nazionalità, i polacchi rappresentano il gruppo più numeroso fra i Giusti tra le Nazioni dello Yad Vashem.

### Dal secondo dopoguerra
Nel secondo dopoguerra molti dei circa 200.000 sopravvissuti all'Olocausto (di cui circa 136.000 arrivati dalle aree polacche annesse all'Unione Sovietica) registrati al Comitato Centrale degli ebrei di Polonia (CKŻP) lasciarono la Repubblica Popolare di Polonia per il nascente Stato di Israele e per il Nord e Sudamerica. Le partenze furono accelerate dallo smantellamento dell istituzioni ebraiche, dalle violenze nell'immediato dopoguerra e dall'ostilità della dottrina comunista sia verso la religione sia verso la libertà d'impresa. Inoltre, la Polonia è stata l'unico Paese del blocco orientale a permettere liberamente l'aliyah verso Israele, senza il bisogno di permessi di espatrio o visti di ingresso. La Gran Bretagna fece pressioni alla Polonia per arrestare questo esodo, senza però ottenere risultati concreti. La maggior parte degli ebrei rimasti lasciarono la Polonia alla fine del 1968, come conseguenza della campagna antisionista portata avanti dall'Unione Sovietica. Dopo la caduta dei regimi comunisti nel 1989, agli ebrei riconosciuti cittadini polacchi prima della seconda guerra mondiale fu concesso di rinnovare la propria cittadinanza polacca. Le istituzioni polacche del Paese furono in parte rinnovate, grazie al contributo delle fondazioni ebraiche statunitensi. La comunità ebraica polacca conta oggi fra i 10.000 e i 20.000 membri, concentrata soprattutto nelle città di Varsavia, Cracovia, Breslavia e Łódź.

## Evoluzione demografica dopo il 1920
| Numero degli ebrei in Polonia                                   | 2.845.000 | 3.250.000 | 100.000 | 230.000 | 70.000 | 31.000 | 9.000 | 5.000 | 3.800 | 3.500 | 3.200 |
| Percentuale della popolazione polacca                           |           | 9,14%     | 0,43%   | 0,97%   | 0,28%  | 0,10%  | 0,03% | 0,01% | 0,01% | 0,01% | 0,01% |
| Fonte:= YIVO Encyclopedia & the North American Jewish Data Bank |           |           |         |         |        |        |       |       |       |       |       |

Tuttavia, altre fonti oltre allo YIVO danno un numero maggiore di ebrei attualmente residenti in Polonia. Nel censimento polacco del 2011, 7.353 cittadini polacchi hanno dichiarato la propria nazionalità come "Ebrea" un grande incremento rispetto ai 1.055 del precedente censimento del 2002.